# Lukkulaisvaaraïta
La lukkulaisvaaraïta és un mineral de la classe dels sulfurs. Rep el nom del massís ultrabàsic de Lukkulaisvaara, a Rússia, la seva localitat tipus.

## Característiques
La lukkulaisvaaraïta és un tel·lurur de fórmula química Pd14Ag₂Te9. Va ser aprovada com a espècie vàlida per l'Associació Mineralògica Internacional l'any 2013, sent publicada per primera vegada el 2014. Cristal·litza en el sistema tetragonal. La seva duresa a l'escala de Mohs es troba entre 0 i 4.
L'exemplar que va servir per a determinar l'espècie, el que es coneix com a material tipus, es troba conservat a les col·leccions del departament de mineralogia i petrologia del Museu Nacional de Praga, a la República Txeca, amb el número de catàleg: p1p 15/2013.

## Formació i jaciments
Va ser descoberta al massís ultrabàsic de Lukkulaisvaara, al districte de Loukhsky (República de Carèlia, Rússia). El material tipus va ser trobat en una secció polida on els cristalls, d'aproximadament 40 μm de diàmetre, es troben vorejats per tulameenita. També ha estat descrita a l'óblast de Múrmansk, també a Rússia, i a Ontario, al Canadà. Aquests tres indrets són els únics de tot el planeta on ha estat descrita aquesta espècie mineral.